# Universidad Autónoma de Querétaro
La Universidad Autónoma de Querétaro (UAQ) es una universidad pública mexicana con su campus central que está ubicado en la ciudad de Santiago de Querétaro, inaugurada el 24 de febrero de 1951, siendo considerado la más grande e importante del Estado de Querétaro.
Fundada a raíz de la clausura del Antiguo Colegio Civil, obtuvo la autonomía el 5 de febrero de 1959. Su misión es: "Participar positivamente en el desarrollo del Estado de Querétaro y del país a través de impartir educación en sus distintos tipos y modalidades del nivel medio superior y superior".

## Historia

### Antecedentes históricos: de los colegios jesuitas a la Universidad de Querétaro
En el año 1625, el doctor Diego de Barrientos y Rivera y su esposa doña María de Lomelín hicieron un generoso donativo en beneficio de la Compañía de Jesús, con el propósito de fundar un colegio jesuita en Querétaro.
Se nombró como primer rector del nuevo colegio al padre Pedro Cabrera, mismo que procedió a la compra de las propiedades donde se establecería el Colegio de San Ignacio de Loyola el 20 de agosto de 1625 y que funcionaría como tal hasta el año de 1767, cuando fueron expulsados de Querétaro los miembros de la Compañía de Jesús.
Tras la reiterada petición de don José de la Vía y Santelices, se ordena, el 26 de septiembre de 1772, la reapertura de los colegios de San Ignacio y de San Francisco Javier, mismos que serían regidos por los clérigos seculares de la ciudad de Querétaro.
El 2 de marzo de 1778 se reabren oficialmente las clases. El rector en turno sería el cura y juez eclesiástico José Antonio de la Vía y Santelices, quien comprendió siete años de rectorado hasta el 15 de febrero de 1785, fecha en la que falleció.
El 12 de septiembre de 1831 el Congreso Federal expidió un decreto mediante el cual los colegios fundados por los jesuitas quedaban bajo el amparo de los estados de la Federación. El gobernador en Querétaro Manuel López Ecala, de inmediato designó como rector al Bachiller Manuel de Ochoa y Díaz.
Tras la caída del Imperio de Maximiliano de Habsburgo en mayo de 1867, el presidente Benito Juárez nombra a Julio M. Cervantes como gobernador de Querétaro, quien a su vez comisiona al licenciado Próspero C. Vega para la reapertura de los antiguos colegios jesuitas. Finalmente, el 15 de enero de 1869, los antiguos colegios de San Francisco y San Ignacio se funden en un solo plantel con el nombre de Colegio Civil del Estado.
El 1 de octubre de 1949 toma posesión como gobernador del estado el coronel y doctor Octavio S. Mondragón, quien impulsaría la creación de la Universidad de Querétaro.
El 24 de febrero de 1951 se inaugura la Universidad de Querétaro, y el licenciado Fernando Díaz Ramírez es el primer rector de esta casa de estudios.
El 30 de septiembre de 2022, estudiantes de la máxima casa de estudios de Querétaro realizaron un paro general en el que manifestaron la insuficiencia de la Unidad de Atención de Violencia de Género (UAVIG) para resolver los casos de violencia de género dentro de la institución, ya que esta realizaba procesos revictimizantes, así como también "carpetazos". Además expresaron su inconformidad ante la insuficiencia de las acciones realizadas desde rectoría para resolver la situación. El paro terminó el día 29 de octubre del mismo año, marcando una nueva etapa dentro de la universidad y un nuevo capítulo importante dentro de la historia de Querétaro.  

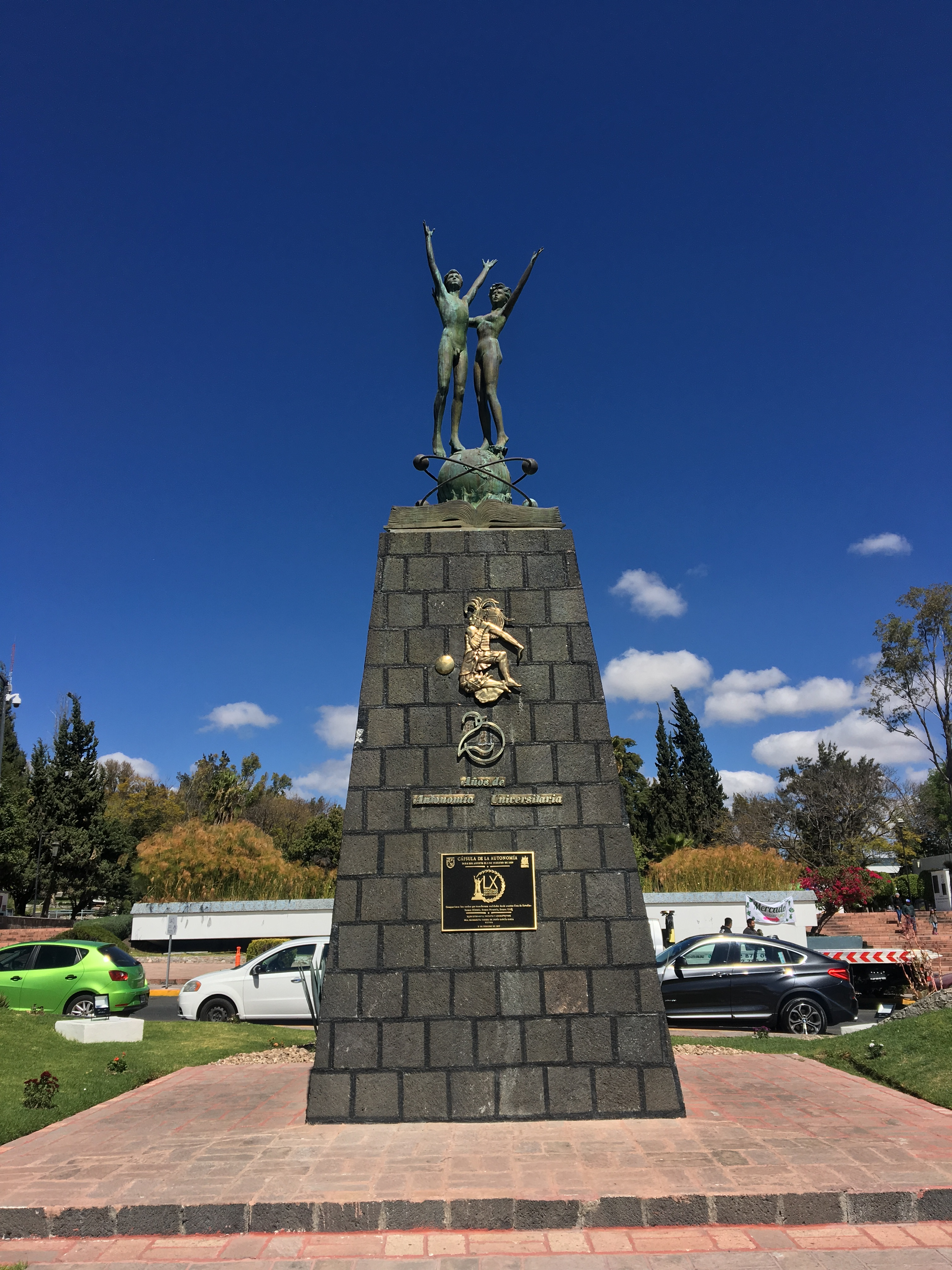
Monumento a la autonomía universitaria (2019). En la parte inferior se puede observar una cápsula del tiempo instalada por el 60° aniversario de la misma.

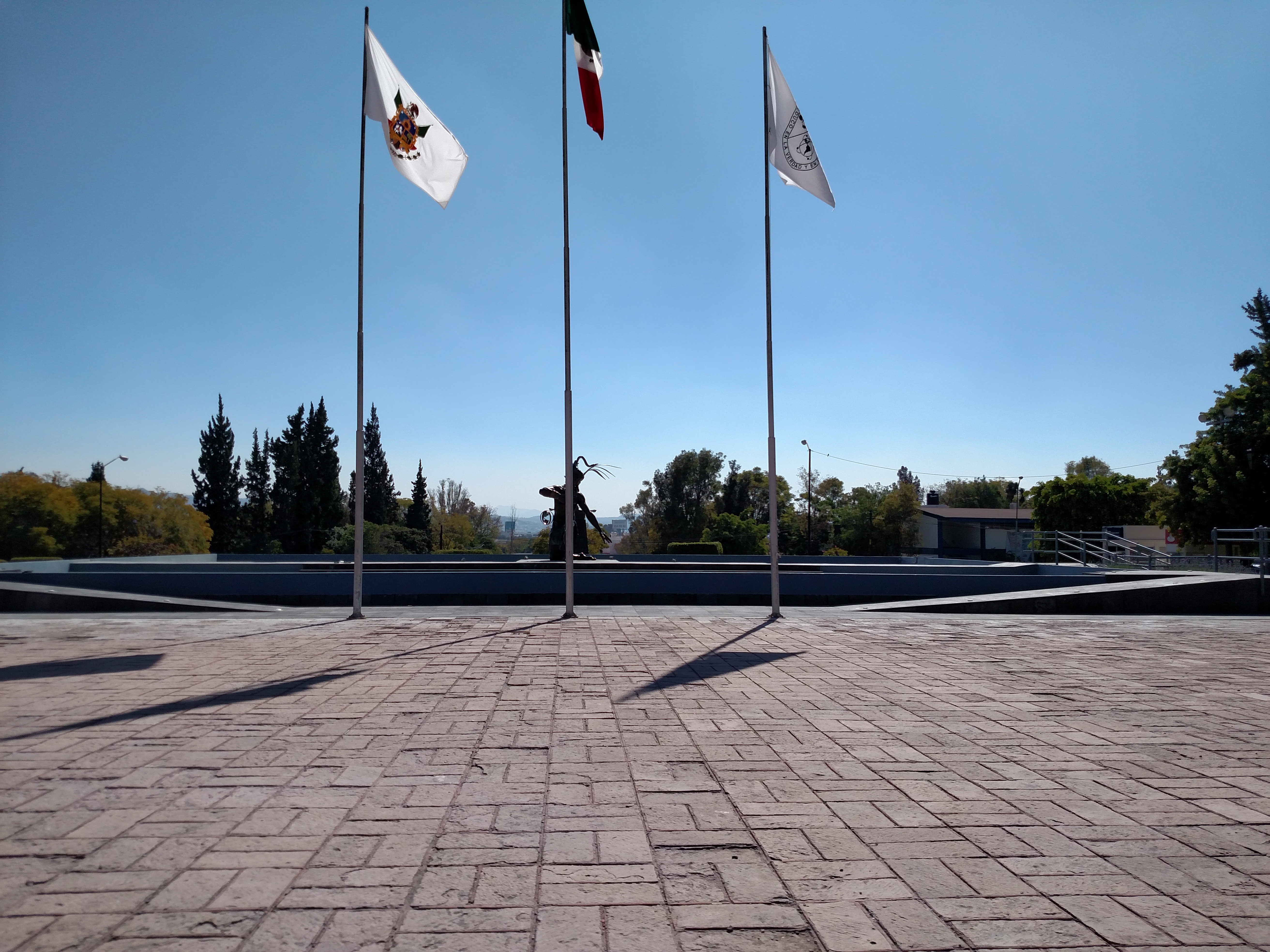
Vista hacia las astas bandera de la explanada principal, de la Universidad Autónoma de Querétaro.

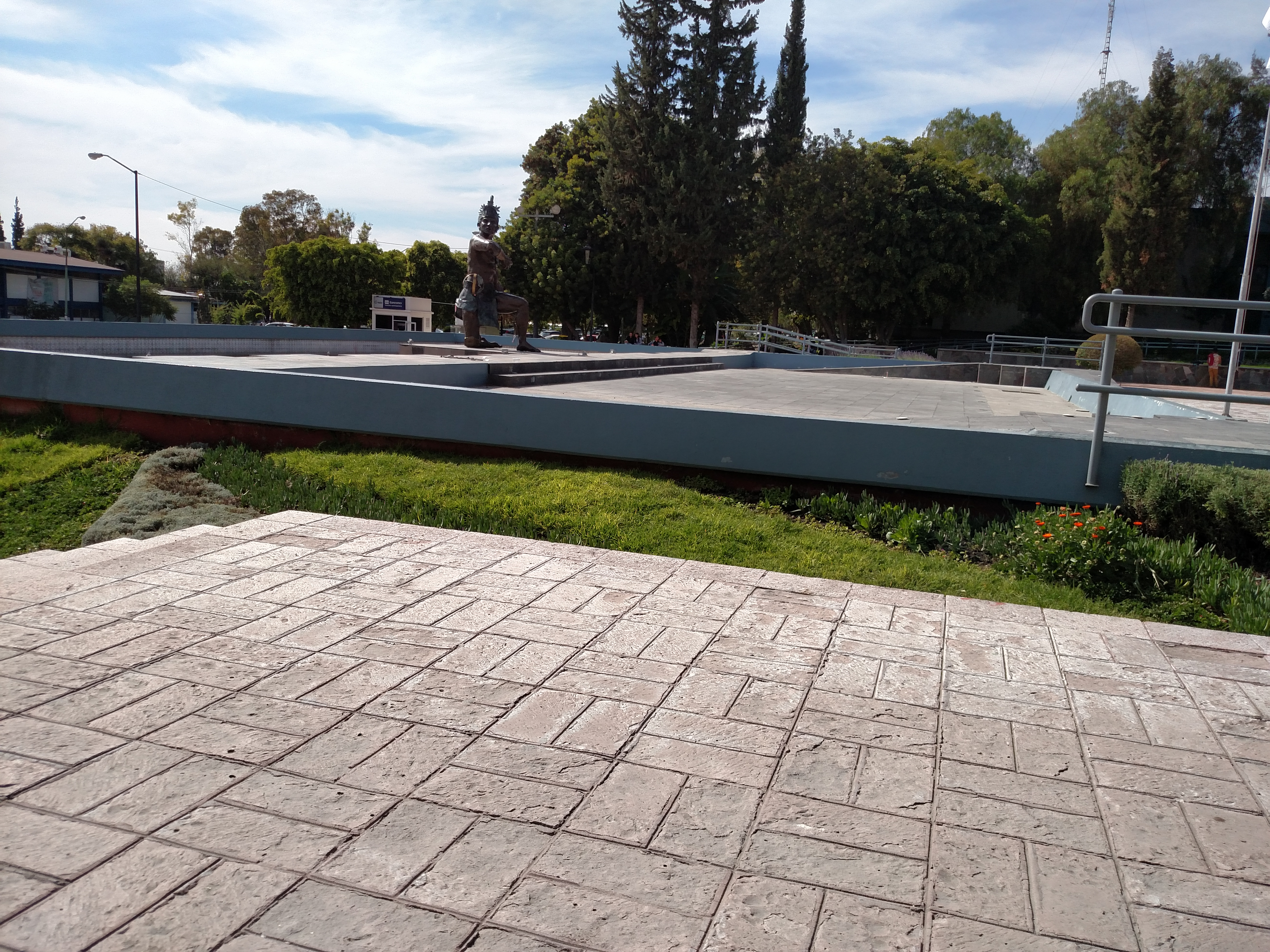
Vista lateral de la explanada de rectoría, Universidad Autónoma de Querétaro.

## Rectores
Han ocupado el cargo de Rector de la Universidad Autónoma de Querétaro(en orden cronológico e incluido el que se encuentra en funciones):
- Fernando Díaz Ramírez (1951-1958) (1959-1963)
- José Alcocer Pozo (1958-1959)
- Alberto Macedo Rivas (1964-1965)
- Hugo Gutiérrez Vega (1966-1967)
- Enrique Rabell Trejo (1967-1968)
- Salvador Septien Barrón (1968-1970)
- Agapito Pozo Balbas (1970-1971)
- José Guadalupe Ramírez Álvarez (1971-1976)
- Enrique Rabell Fernández (1976-1979)
- Mariano Palacios Alcocer (1979-1982)
- Braulio Guerra Malo (1982-1988)
- Jesús Pérez Hermosillo (1988-1991) (1991-1994)
- José Alfredo Zepeda Garrido (1994-1997) (1997-2000)
- Dolores Cabrera Muñoz (2000-2003) (2003-2006)
- Raúl Iturralde Olvera (2006-2009) (2009-2012)
- Gilberto Herrera Ruiz (2012- 2015) (2015- 2018)
- Margarita Teresa de Jesús García Gasca (2018-2021) (2021-2024)
- Silvia Lorena Amaya Llano (2024-actualmente en el cargo)

## Honorable Consejo Universitario
El Honorable Consejo Universitario, es el organismo dentro de la Universidad Autónoma de Querétaro, con mayor jerarquía de la institución universitaria. Dentro de las responsabilidades que se le adjudican, se encuentran las de crear o eliminar Planes de Estudios, Facultades, Escuelas, Planteles o Institutos, Secretarías, Direcciones, Centros, Departamentos, títulos y grados universitarios.
Además, se encarga de crear los diferentes reglamentos que rigen a la Universidad Autónoma de Querétaro.
Cuenta con la facultad de remover y nombrar un nuevo rector para la universidad, en dado caso que la situación lo requiera, así también, el poder facultativo de nombrar a los directores de las diversas facultades que componen a la Universidad Autónoma de Querétaro. El Honorable Consejo Universitario, decide todo aquello que sea relacionado con la revalidación de estudios o la incorporación. Otra actividad que es responsabilidad del Honorable Consejo Universitario, es crear estudios sobre el presupuesto general de ingresos y egresos anuales de la universidad. Otras de las actividades que desenvuelve, es conferir los grados honoríficos y designar profesores eméritos, autorizar exámenes profesionales y ceremonias de titulación. Y hacer cumplir la legislación universitaria aplicando las sanciones por violación a la misma.

## Clasificación en Universidades y distinciones
- La Licenciatura  en Medicina ocupa el tercer puesto a nivel nacional después de la Universidad Panamericana (1°) y el Tec de Monterrey campus Monterrey (2°), pero tiene el primer lugar dentro de las universidades públicas, según estadísticas de ENARM 2016.

- La Universidad Autónoma de Querétaro (UAQ) figura en el 9.º lugar en México dentro de la clasificación de universidades de América Latina que publica The Times Higher Education.

- La UAQ se encuentra en primer lugar como la mejor universidad del estado de Querétaro según estadísticas del 2017 de la Asociación Nacional de Universidades e Instituciones de Educación Superior (ANUIES)

- Es el sexto lugar a nivel nacional en cuanto a posgrados de calidad según las evaluaciones del PNPC.

- De sus 120 programas de posgrado, cuenta con 66  dentro del Programa Nacional de Posgrados de Calidad (PNPC) perteneciente al Consejo Nacional de Ciencia y Tecnología (Conacyt).

Siendo Ingeniería, Lenguas y Letras, Ciencias Naturales y Química, las que cuentan con la acreditación del 100% en postgrados en estándares altos de calidad.

## Campus
En la zona metropolitana de Querétaro se encuentran los campus:
Aeropuerto, Centro Histórico, Cerro de las Campanas (Centro Universitario), Corregidora, Juriquilla y La Capilla.
Al interior del estado se encuentran los campus:
Amazcala, Amealco, Cadereyta, Concá, Jalpan, San Juan del Río y Tequisquiapan (Próximamente Arroyo Seco)
Además  cuenta con 10 planteles para nivel bachillerato:  
Plantel Norte, Sur y Bicentenario (ubicados en la capital del estado), así como plantel Ajuchitlán, San Juan del Río, Pedro Escobedo, Amazcala, Jalpan, Amealco y Bicentenario.

## Oferta educativa[1]
- 10 escuelas de Bachilleres ( escolarizadas y semiescolarizadas)
- 13 Facultades
- 53 Licenciaturas
- 13 Ingenierías
- 49 Maestrías
- 16 Doctorados
- 33 Especialidades

| Facultad                      | Licenciatura/Ingeniería | Maestría | Doctorado | Especialidades |
| Escuela de Bachilleres        | - Bachillerato Escolarizado - Bachillerato Semiescolarizado | | | |
| Filosofía                     | - Licenciatura en Antropología - Licenciatura en Historia - Licenciatura en Filosofía - Licenciatura en Desarrollo Humano para la Sustentabilidad - Licenciatura en Gastronomía | - Maestría en Antropología - Maestría en Filosofía - Maestría en Estudios Históricos - Maestría en Estudios Amerindios y Educación Bilingüe - Maestría en Estudios Antropológicos en Sociedades Contemporáneas | | |
| Artes                         | - Licenciatura en Artes Visuales - Licenciatura en Actuación - Licenciatura en Arte Danzario - Licenciatura en Música Clásica - Licenciatura en Composición Musical para Medios Audiovisuales y Escénicos - Licenciatura en Diseño Gráfico - Licenciatura en Docencia del Arte - Licenciatura en Educación Musical - Licenciatura Música Popular Contemporánea - Licenciatura en Restauración de Bienes Muebles | - Maestría en Docencia del Arte - Maestría en Gestión de Proyectos Artísticos - Maestría en Estudios de Género | - Doctorado en Artes | - Especialidad en Diseño Web - Especialidad en Proyectos Artísticos |
| Informática                   | - Ingeniería en Computación - Licenciatura en Informática - Ingeniería en Software - Ingeniería en Telecomunicaciones y Redes - Licenciatura en Administración de Tecnologías de Información | - Maestría en Sistemas de Información: Gestión y Tecnología - Maestría en Software Integrado - Maestría en Ciencias de la Computación | - Doctorado en Ciencias de la Computación - Doctorado en Tecnologías Educativas - Doctorado en Innovación en Tecnología Educativa (no presencial) | |
| Ciencias Naturales            | - Licenciatura en Geografía Ambiental - Licenciatura en Microbiología - Licenciatura en Biología - Licenciatura en Medicina Veterinaria y Zootecnia - Licenciatura en Nutrición - Licenciatura en Horticultura Ambiental | - Maestría en Ciencias(Recursos Bióticos) - Maestría en Gestión Integrada de Cuencas - Maestría en Nutrición Humana - Maestría en Salud y Producción Animal Sustentable | - Doctorado en Ciencias Biológicas | - Gestión integrada de Microcuencas - Producción Porcina |
| Ingeniería                    | - Licenciatura en Arquitectura - Licenciatura en Diseño Industrial - Licenciatura en Matemáticas Aplicadas - Ingeniería Industrial y de Manufactura - Ingeniería Agroindustrial - Ingeniería en Automatización - Ingeniería Civil - Ingeniería Electromecánica - Ingeniería en Nanotecnología - Ingeniería Física - Ingeniería Biomédica                                                                        | - Maestría en Ciencias - Ciencias Ingeniería en Biosistemas - Ciencias de la Valuación - Didáctica de las Matemáticas - Maestría en Ingeniería de Calidad - Maestría en Ingeniería de Vías Terrestres - Matemáticas Aplicadas - Sistemas de Transporte y Distribución de Carga - Maestría en diseño e Innovación                                                                               | - Doctorado en Ingeniería - Doctorado Directo en Ingeniería | - Especialidad en Docencia de las Matemáticas - Especialidad en Ingeniería de Invernaderos - Especialidad en Ingeniería Catastral |
| Ciencias Políticas y Sociales | - Licenciatura en Ciencias Políticas y Administración Pública - Licenciatura en Comunicación y Periodismo - Licenciatura en Sociología - Licenciatura en Estudios Socioterritoriales - Licenciatura en Relaciones Internacionales - Licenciatura en Desarrollo Local - Licenciatura en Gestión Pública y Gobierno                                                                                               | - Maestría en Ciencias Sociales - Maestría en Comunicación y Cultura Digital | - Doctorado en Ciencias Sociales | - Especialidad en Gestión para el Desarrollo Comunitario - Especialidad en Familias y Prevención de la Violencia - Especialidad en Procesos Electorales y Campañas Políticas - Especialidad en Comunicación Política |
| Lenguas y Letras              | - Licenciatura en Lenguas Modernas- Inglés o Francés (Línea terminal en Traducción, Lingüística, Literatura, Docencia o L2) - Licenciatura en Lenguas Modernas- Español (Línea terminal en Docencia, Literatura, Lingüística o L2) - Licenciatura en Estudios Literarios (Investigación, Escritura Creativa, Literatura Comparada)                                                                              | - Maestría en Lingüística - Maestría en Enseñanza de Lenguas y Cultura - Maestría en Literatura Contemporánea de México y de América Latina | - Doctorado en Lingüística - Doctorado en Estudios Humanísticos | |
| Contaduría y Administración   | - Contador Público - Licenciatura en Administración - Licenciatura en Administración Financiera - Licenciatura en Actuaría - Licenciatura en Economía Empresarial - Licenciatura en Gestión y Desarrollo de Empresas Sociales - Licenciatura en Negocios y Comercio Internacional - Licenciatura en Negocios Turísticos                                                                                         | - Maestría en Estrategia de Negocios Internacionales - Maestría en Gestión de la Tecnología - Maestría en Administración - Maestría en Impuestos - Maestría en Administración de Negocios Internacionales TLC-NA | - Doctorado en Administración - Doctorado en Gestión Tecnológica e Innovación - Doctorado en Ciencias Económico Administrativas | |
| Medicina                      | - Médico General - Licenciatura en Odontología - Licenciatura en Optometría | - Maestría en Investigación Médica (Biomedicina, Educación Médica, Salud Pública y Geriatría) | - Doctorado en Investigación Médica (Líneas de investigación: Marcadores tumorales, Nutracéuticos, Metabolismo del yodo y tiroides, Terapias antioxidantes en enfermedades mitocondriales, Navegación axonal, Neurociencias, Diabetes, Síndrome metabólico y obesidad, Biofísica de membranas y Nanotecnología, Inmunología celular y molecular, Epidemiología de la enfermedad de Chagas, Educación médica, Epidemiología de la nutrición, Enfermedades infecciosas) | - Anestesiología - Medicina Familiar - Medicina Interna - Pediatría Médica - Medicina Integrada - Ginecología y Obstetricia - Cirugía General - Geriatría - Urología - Odontológicas (Endodoncia, Ortodoncia y Odontopediatría) - Traumatología y Ortopedia - Urgencias Médico-Quirúrgicas                                                            |
| Derecho                       | - Licenciatura en Derecho - Licenciatura en Criminología - Licenciatura en Ciencias de la Seguridad | - Maestría En Administración Pública Estatal Y Municipal - Maestría en Ciencias Jurídicas - Maestría en Retórica, Argumentación Jurídica y Litigación Oral - Maestría en Ética Aplicada y Bioética - Maestría en Derechos Humanos - Maestría en Criminología, Procesos Culturales y Estrategias de Intervención                                                                                | - Doctorado en Ciencias Jurídicas - Doctorado en Derecho | - Especialidad en Justicia Constitucional y Amparo - Especialidad en Derecho Corporativo - Especialidad en Derecho Fiscal - Especialidad en Derecho Notarial - Especialidad en Proceso Penal Acusatorio - Especialidad en Derecho Privado - Especialidad en Derecho del Trabajo - Especialidad en Privado Línea Terminal: Familiar, Civil y Mercantil |
| Psicología y Educación        | - Licenciatura en Psicología (Clínica, Educativa, Social y Laboral) - Licenciatura en Innovación y Gestión Educativa (docencia, psicopedagogía, educación virtual, sociocultural) | - Maestría en Ciencias de la Educación - Maestría en Desarrollo y Aprendizaje Escolares - Maestría en Psicología Clínica - Maestría en Psicología del Trabajo - Maestría en Psicología Social - Maestría en Educación para la Ciudadanía - Maestría en Estudios Multidisciplinarios sobre el Trabajo - Maestría en Aprendizaje de la Lengua y las Matemáticas - Maestría en Creación Educativa | - Doctorado en Psicología y Educación - Doctorado en Educación Multimodal - Doctorado en Estudios Multidisciplinarios Sobre el Trabajo (DEMST) | - Especialidad en Enseñanza y Aprendizaje Escolares |
| Enfermería                    | - Licenciatura en Enfermería (Presencial y a Distancia) - Licenciatura en Educación Física y Ciencias del Deporte - Licenciatura en Fisioterapia | - Maestría en Ciencias de Enfermería (Presencial y a Distancia) | | Especialidad en Salud Pública |
| Química                       | - Químico Agrícola - Químico Farmacéutico Biólogo - Ingeniero Químico Ambiental - Ingeniero Químico en Materiales - Ingeniero Químico en Alimentos - Ingeniería en Biotecnología | - Maestría en Ciencias Ambientales - Maestría en Ciencia y Tecnología de Alimentos - Maestría en Ciencias y Tecnología Ambiental - Maestría en Ciencias Químico Biológicas | - Doctorado en Ciencias de los Alimentos | - Especialidad en Bioquímica Clínica - Especialidad en Instrumentación Analítica |

## Radio UAQ
La Universidad cuenta con Radio Universidad Autónoma de Querétaro, su programación está enfocada para la población en general.
Iniciando transmisiones desde el centro universitario Cerro de las campanas en sus propias instalaciones, el 3 de agosto de 1979, en la frecuencia 89.5 de FM, fue la primera radio con un contenido cultural, científico y de enlace a la comunidad del municipio y estado de Querétaro. Con programación principalmente de música regional queretana, música de la época para los jóvenes, programas con un carácter científico y programas para niños en los días sábados, Radio UAQ logró consolidarse en la ciudad.
Hoy en día, transmite en 89.5 MHz en FM y 580 kHz en AM, con 550 watts de potencia, además por medio de su página web oficial.

## TV UAQ
TVUAQ es una iniciativa de televisión por Televisión abierta e Internet, cuyo propósito es abrirse paso dentro del espectro mediático como una nueva plataforma de calidad en cuanto a los contenidos de análisis, debate y difusión en torno a la realidad contemporánea y el quehacer universitario.
Se trata de un proyecto alojado, en una primera fase, exclusivamente por Internet pensada para la comunidad estudiantil de la Universidad y la sociedad queretana. 
En una segunda fase el canal se transmite vía TDT en toda la zona sur del estado de Querétaro en formato ATSC gracias a su transmisor ubicado en el Cerro del Cimatario.
TvUAQ transmite bajo el identificativo XHPBQR en el canal 24.1 de Televisión abierta (11 Canal físico).
TVUAQ ofrece bajo la modalidad de entrevista, cápsula informativa, debate y video streaming, comentarios, análisis y reflexión sobre los temas del acontecer social, del impacto de los proyectos de investigación, del quehacer y de la vida universitaria en todos los Campus del alma mater.
La programación cuenta con las secciones de:
- Vida Universitaria
- Universidad y sociedad
- Campus y Facultades
- Tribuna Semanal-Noticiario
- Presencia Universitaria-Noticiario
- Historia y Cultura
- Los Investigadores y tú
- Información y Análisis Contemporáneo
- Deportes
- Elección de directores

## Mercado Universitario
Es un espacio en el que se ofrecen en su mayoría productos derivados de las distintas facultades de la Universidad, gracias a esto se eliminan intermediarios y se reducen los altos precios, a su vez que se fomenta el cosumo local y el comercio justo.
los insumos que se oferten deberán ser derivados de tecnologías amigables con el ambiente y con responsabilidad social; debido a esto los productos pasan por comités de calidad que verifiquen el cumplimiento de estas normas. 
Asimismo, se apoya a los vendedores con asesoría de publicidad y mercadotecnia para fortalecer y hacer crecer sus negocios; siendo los alumnos y profesores de esta Casa de Estudios los encargados de ello. 
productos que se venden
- comestica natural
- comida natural
- recuerdos UAQ
- plantas y hortalizas cosechadas por la UAQ
- carne producida en la UAQ
- miel y productos derivados
- libros publicados dentro de la Universidad
- ETC

## Sí podemos UAQ (brigada)
Creados por alumnos/as y profesores/as de la Universidad Autónoma de Querétaro, Sí podemos UAQ es un proyecto de alfabetización de adultos inspirado en la experiencia cubana, adaptado al contexto específico del estado de Querétaro, que cuenta con el respaldo y apoyo institucional, de asesoría, apoyo técnico y metodológico de los educadores cubanos, quienes harán la función de capacitadores, apoyos del proyecto, supervisores y consejeros durante el proceso de adecuación del proyecto.
Es a su vez un esfuerzo conjunto de académicos, alumnos y egresados comprometidos que nace en la UAQ, pero que de manera incluyente y humilde reconoce la necesidad de apoyo externo ante tan monumental tarea. Por lo cual pretende hilar esfuerzos con distintas instancias educativas como la Universidad Pedagógica Nacional y la Escuela Normal Superior del Estado.

## Fondo Editorial Universitario (FEU)
Creado por la Facultad de Lenguas y Letras, se encuentra bajo la coordinación de Diana Rodríguez Sánchez y Federico de la Vega.
El Fondo Editorial UAQ está dedicado a editar obras intelectuales que hayan resultado de las investigaciones realizadas por los académicos, así como de obras relacionadas con el ejercicio de la creación artística, tanto de nuestra Casa de Estudios como de otras instituciones -independientes y del extranjero- que hagan aportaciones a este acervos.
Dentro de su  diferentes ediciones están dedicadas a la poesía latinoamericana, cuadernos de lectura para estudiantes de bachillerato y licenciatura, cuentos, ensayos de autores de América Latina, entre otras.
Las colecciones  con las que cuenta son: 
- Libro Mayor
- Prosa Nostra
- Tiempo de Arena
- Estudios Literarios.

## Gaceta UAQ
La Gaceta, de manera electrónica e impresa, tiene como objetivo que todos los integrantes de la comunidad universitaria tengan un espacio en común, y se enteren de lo que se hace en las diversas facultades o campus. 
Esta es un trabajo multidisciplinario que integra las actividades más relevantes mes a mes, donde los logros académicos  de los alumnos, exalumnos y profesores se ven reflejados en cada edición.
2018: La gaceta se encuentra bajo la Coordinación de Identidad y Pertenencia Universitaria.
Coordinador: Mario Durán Alcalá
Editora: Andrea Osornio Ugalde 
Diseño: Noe Mauricio Urbieta Morales, Alondra Rivera Mata
Ilustrador: Diego Vázquez Reyes
Fotografía: Alejandro Pantoja De León 
Las Gacetas podemos conocerlas en: 
https://www.yumpu.com/en/gacetauaq

## Cursos de lenguas, curso de español para extranjeros y certificación de idiomas
Desde hace 45 años, La Facultad de Lenguas y Letras de La Universidad Autónoma de Querétaro ha ofrecido distintos tipos de Cursos de Lengua:
Curriculares: con reconocimiento y validez para otros Programas Educativos, estos cursos son entre semana y los idiomas son:
- inglés
- francés
- alemán
- italiano

No curriculares (sabatinos): son diplomados, pero no son reconocidos por Programas Educativos (como para convalidarlos por otras materias en las Licenciaturas de la UAQ) y los idiomas son:
- Inglés
- Francés
- Italiano
- Alemán
- Chino
- Japonés
- Coreano
- Ruso
- Portugués

Todos los que se ofertan en curso sabatino (estos pueden variar).

### Cursos para extranjeros
La Facultad de Lenguas y Letras es la institución con mayor antigüedad en ofertar este tipo de cursos, con más de 35 años. Distintos países conforman el catálogo de instituciones de intercambio, ya que se ofrecen programas grupales e individuales todo el año, además cuenta con los siguientes servicios relacionados con los cursos de Español para Extranjeros:
- Hospedaje con familias anfitrionas calificadas por la Facultad de Lenguas y Letras.
- Transporte Aeropuerto-Querétaro-Aeropuerto.
- Servicio y Diagnóstico médico preventivo, UAQ.
- Excursiones Académicas a sitios históricos y culturales (hospedaje y transportación).
- Vigilancia y apoyo administrativo en todas las actividades y agendas académicas.
- Constancia oficial de estudio.

### Certificación de idiomas
La Facultad de Lenguas y Letras ofrece exámenes de certificación de la Universidad de Cambridge, se ofertan cada semestre:
- TKT (1) Teaching Knowledge Test 1
- TKT (2) Teaching Knowledge Test 2
- KET Key English Test
- PET Preliminary English Test
- FCE First Certificate in English
- CAE Cambridge English Advanced Test
- CPE Cambridge English Proficiency

## Centros de investigación
A partir de 1981 y hasta la fecha  se han formado diversos centros  de investigación: 
- Centro de Estudios Académicos sobre Contaminación Ambiental (CEACA-UAQ)
- Centro de Investigaciones y Estudios- Históricos (CIEH-UAQ)
- Centro de Investigaciones Sociológicas (CIS-UAQ)
- Centro de Estudios Lingüísticos y Literarios (CELL-UAQ)
- Centro de Investigaciones y Estudios Antropológicos
- Centro de Investigaciones Educativas
- Centro de Investigaciones y Desarrollo Agropecuario (CIDAP-UAQ)
- Centro de Investigaciones en Ciencias de la Salud (CICS-UAQ)
- Centro de Investigaciones Básicas (CIB-UAQ)
- Centro de Investigación en Tecnología Educativa (CITE-UAQ)

## Estancia infantil “Bienestar UAQ”
La Estancia Infantil Bienestar UAQ tiene como objetivo brindar atención de calidad, fundamentada en un Modelo de Atención con Enfoque Integral, que provee y orienta el trabajo educativo con las niñas y los niños, generando ambientes favorables para aprender y desarrollarse plenamente en los aspectos físico, cognitivo, emocional, social y cultural.
Coadyuvar en el apoyo a madres estudiantes de la UAQ para generar un mejor desempeño académico, brindando un espacio adecuado de estancia infantil que permita generar tranquilidad. Al niño (a), proveer las condiciones necesarias para su desarrollo integral fortaleciendo sus capacidades físicas, afectivas e intelectuales.

## Servicios Universitarios
Asesoría Académica (ASE) ofrece orientación a los estudiantes en áreas que conciernen habilidades verbales de razonamiento matemático.
Seguro facultativo
En conjunto con el IMSS, el alumno deberá dar de alta su seguro facultativo universitario por medio de la universidad en el área correspondiente.
UAPI
Orientación Psicológica 
SUSI
Orientación Médica Nutricional
OJA- UAQ
Servicio de Orientación Jurídica 
OSEA
Orientación Sexual, educación y Atención
Tutorías
Contribuir al fortalecimiento del modelo educativo, a través de estrategias, modalidades y recursos de acompañamiento, que permitan en el estudiantado conocer sus fortalezas y áreas de oportunidad para potenciar su desarrollo integral.
cuenta con dos modalidades 
- tutorías Alumno-Maestro
- tutorías Par: alumno-alumno (el alumno tutor deberá ser de semestres mayores)

Rutas Universitarias
Rutas universitarias que facilitan el transporte de los universitarios a diferente Campus de la Universidad y áreas de la capital queretana. 
GATOS SALVAJES
Promueve el desarrollo deportivo a la comunidad estudiantil a través de diferentes talleres y actividades recreativas que permitan a los jóvenes participar e integrarse a los grupos representativos de la Universidad Autónoma de Querétaro.
- natación
- gimnasio
- tiro de arco
- fútbol
- basquetbol
- voleibol
- tenis de mesa
- quiditch
- yoga
- baile
- sambo
- atletismo
- karate
- judo

## Becas
La Universidad ofrece y promueve los siguientes tipos de becas:
- Becas Internas: Apoyos económicos financiados por la Universidad a través de recursos propios y de recursos gestionados por la Administración Central así como por las Entidades, Planteles.
- necesidades económicas *madres solteras *becas inclusivas *becas deportivas *culturales *excelencia académica.
- Becas Externas: Apoyos económicos financiados por Instituciones Públicas o Privadas distintas a la Universidad. Entre esta modalidad de becas destacan: *las de trabajo *CONACYT *PRONABES.
- Becas Mixtas Apoyos económicos financiados conjuntamente por la Universidad y otras Instituciones Públicas o Privadas.
- Otros apoyos: Aportaciones económicas o en especie que contribuyen a la formación de nuestros estudiantes.

## Coordinación de Identidad y Pertenencia UAQ
La Universidad desde 2018 creó la coordinación, que se centra en generar identidad que dé un sentido de pertenencia a los alumnos, egresados, docentes y trabajadores de la UAQ; mediante diferentes estrategias y plataformas que permitan, rescatar la Historia Universitaria,  los símbolos y valores UAQ,  además de generar vinculación e integración entre la comunidad universitaria.
A cargo del Mtro. Mario Durán Alcalá, la Coordinación maneja:
Gaceta:
- Publicación mensual que integra las actividades más relevantes del mes, brinda un espacio de columnas de opinión y difunde los proyectos y quehacer universitario. Cuenta con 11 secciones que contemplan: investigación, cultura, deporte, historia, egresados, raíces, planteles, salud y publicidad institucional. 
Redes Sociales institucionales:
-  Brinda  difusión de convocatorias, eventos y noticias.
- Desarrolla contenido audiovisual que abone al posicionamiento de la Universidad. 
- Se encarga del mantenimiento del espacio informativo:  noticias.uaq.mx
Identidad
- Desarrolla diferentes campañas y eventos para la comunidad, donde buscan vinculación y generar un factor de cohesión institucional  #SomosUAQ

### Mascotas universitarias
La coordinación de identidad y pertenencia fue la encargada de traer a la realidad a los gatos salvajes Universitarios, con su aparición en el #1 de la Gaceta Universitaria 2018.

## Sistema Universitario de Archivos
Como parte del sentido humanitario de la Universidad que en su visión refleja ser un agente de cambio en la búsqueda de un desarrollo humano, libre, justo y equitativo a través del cumplimiento de sus funciones, de generación y transmisión del conocimiento y de preservación, creación y difusión de la cultura. En el año 2020 se comenzó con el diseño e implementación de un Sistema Universitario de Archivos (SUA - UAQ), que de acuerdo a la legislación vigente, diera atención a su cumplimiento como Sujeto Obligado.
El SUA - UAQ es el conjunto de todos los registros, procesos y procedimientos, criterios, estructuras, herramientas y funciones que desarrolla la Universidad para sustentar la actividad archivística de acuerdo a los procesos de gestión documental. Para su funcionamiento está diseñado en tres niveles principales:
Nivel Estructural, orientado a establecer el SUA - UAQ. Atiende la estructura orgánica, la infraestructura, recursos humanos, materiales y financieros necesarios. Su estructura se identifica de la siguiente manera: 
- Coordinación de Archivo Institucional (CAI)

- Archivo Histórico

- Archivo de Concentración
- Archivos Electrónicos y Digitales

- Archivo de trámite por unidad administrativa y académica

- Oficialía de Partes

Nivel Documental, orientado a la  la elaboración, y uso de los instrumentos de control y consulta archivísticos para propiciar la organización, administración, conservación y localización expedita de los archivos. 
Nivel Normativo, orientado al cumplimiento de las disposiciones emanadas de la normatividad vigente y aplicable en materia de archivos, tendiente a regular la producción, uso y control de los documentos, de conformidad con las atribuciones y funciones establecidas en la normatividad interna de cada institución, las cuales están vinculadas con la transparencia, el acceso a la información —y su clasificación— y la protección de datos personales. 
Comités
El Comité General de Archivo es el órgano universitario que entre sus funciones se destaca la toma de decisiones que favorezcan la conservación del patrimonio documental universitario, mismo que forma parte de la cultura escrita del estado de Querétaro y de la Nación. Así mismo, revisa, autoriza y evalúa la planeación anual de desarrollo archivístico universitario. está presidido por la Rectora de la Universidad, y se conforma por los Secretarios de la Administración Central, el Abogado General y la Dirección de Planeación y Gestión Institucional.
El Comité Técnico de Archivo es el grupo interdisciplinario que se encarga de la valorar los procesos universitarios que le dan origen a las series documentales, este a su vez, establece valores documentales, plazos de conservación, disposición documental, y, condiciones de acceso a la información. Está presidido por el director de Servicios y Recursos Materiales y se conforma por diferentes áreas universitarias: Secretaría de la Contraloría, Unidad de Información Pública, Dirección de Investigación, Dirección de Planeación, Estudios y Procesos de Legislación Universitaria, Dirección General de Bibliotecas, Secretaría Administrativa, Secretaría de Extensión y Cultura Universitaria, Coordinación de Archivo Institucional, Dirección de Innovación y Tecnologías de la Información.
Áreas Operativas
Coordinación de Archivo Institucional, es el área universitaria que se encarga de vigilar y promover el cumplimiento de las disposiciones en materia de gestión documental y administración de archivos, así como de coordinar las áreas operativas:
Archivo Histórico es el integrado por documentos que tienen valor histórico, evidencial, testimonial y científico y sirve como consulta para el desarrollo de la Universidad, el Estado y la Nación.
Archivo de Concentración, es el integrado por documentos en fase semi - activa, son consultados esporádicamente y se conservan para la toma de decisiones, respuestas de auditorías, son el motor de las funciones administrativas y académicas de la Universidad.
Archivo de Trámite es el integrado por documentos en fase activa, sirven como apoyo para la atención de los diferentes trámites y asuntos de la Universidad.
Archivos electrónicos es el integrado por documentos que por sus características son creados y generados de manera electrónica o digital, tienen la misma función y validez que los físicos, por lo tanto se gestionan bajo la misma normatividad
Planeación
El Programa Anual de Desarrollo Archivístico (PADA), es el instrumento archivístico en donde se plantean los objetivos, estrategias y acciones que se atenderán anualmente en la Universidad, contempla los tres niveles del SUA - UAQ. Del 2020 a 2023, la Universidad ha desarrollado tres programas con sus correspondientes informes, en donde es posible consultar el desarrollo archivístico universitario.
PADA 2021
Informe PADA 2021
PADA 2022
Informe PADA 2022
PADA 2023
Capacitación, asesorías y profesionalización
Son el conjunto de acciones que realiza la Coordinación de Archivo Institucional, con el propósito de formar personal universitario que atienda de manera eficaz y eficiente los procesos de gestión documental, existen capacitaciones internas y externas, además de constante profesionalización a través de cursos y diplomados 
Importancia de la conciencia archivística en la Universidad
De acuerdo a Ramos y Castillo La archivística es la ciencia que se encarga del estudio, organización y conservación de los archivos y sus documentos para su mejor aprovechamiento y difusión en la sociedad. La UAQ, en su más alto sentido universitario, es una Institución de Educación Superior socialmente responsable, y en este sentido, se encuentra comprometida con el rescate, conservación, difusión y acceso de sus archivos universitarios.
La organización homogénea de los archivos, contribuye a dar atención a las tareas de acceso a la información y transparencia, por eso, la UAQ, asume el gran reto de profesionalizar, formar y crear una conciencia archivística, así como en la formación de personal capacitado que sea capaz de atender las tareas universitarias.
La Universidad, en el ejercicio de sus funciones produce un gran cantidad documental con características administrativas, legales, contables e históricas, por lo que, una correcta gestión documental contribuye al desarrollo de las tareas.
Es una obligación para la UAQ, reconocer los alcances e implicaciones que se involucran en la Ley General de Archivos. el Archivo General de la Nación conduce a que las Universidades  estén en condiciones de cumplir con la legislación vigente.